# Jimmy Snuka
James Reiher Snuka, nato James Wiley Smith (Suva, 18 maggio 1943 – Hallandale Beach, 15 gennaio 2017), è stato un wrestler figiano naturalizzato statunitense, meglio conosciuto con lo pseudonimo di Jimmy Snuka.
Celebre per le sue spericolate ed innovative manovre aeree, Snuka ha vinto diversi prestigiosi titoli come l'ECW World Heavyweight Championship, il WCW World Tag Team Championship e l'NWA Texas Tag Team Championship. Nel 1996 è stato introdotto nella WWE Hall of Fame.

## Carriera

### Inizi

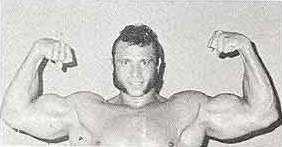
Jimmy Snuka nel 1977

Con il ring name di Jimmy Kealoha, Reiher debuttò nel mondo del wrestling professionistico combattendo contro Maxwell "Bunny" Butler alle Hawaii nel 1970. Successivamente si spostò nella NWA Pacific Northwest di Don Owen dove vinse la cintura di Heavyweight Champion per sei volte tra il 1971 e il 1976. Il primo titolo arrivò quando Jimmy Snuka schienò Bull Ramos il 16 novembre 1973. Fu in questo periodo che James Reiher cambiò il suo nome d'arte da "Jimmy Kealoha" a "Jimmy Snuka". Sempre nella Pacific Northwest Wrestling, Snuka divenne campione di coppia NWA Pacific Northwest Tag Team Champion in sei occasioni diverse insieme al partner Dutch Savage. Infine, Snuka ebbe il suo primo feud importante con un giovane Jesse "The Body" Ventura, che durò per circa due anni.
Snuka lottò anche in diverse altre compagnie affiliate alla National Wrestling Alliance (NWA), inclusa la World Class Championship Wrestling. Nel 1977, Jimmy vinse sia il titolo di campione Texas Heavyweight sia le cinture di campione Tag Team. Dopo il successo in Texas, Snuka passò alla Mid-Atlantic dove formò un tag team con Paul Orndorff. Orndorff & Snuka sconfissero Baron von Raschke e Greg Valentine diventando campioni di coppia nel 1979. Il 1º settembre 1979, Jimmy sconfisse Ricky Steamboat per la cintura United States. Inoltre formò un altro tag team insieme a Ray Stevens.
La sua carriera lo portò poi ad approdare alla Georgia Championship Wrestling. In Georgia, Terry Gordy e Jimmy divennero campioni NWA National Tag Team battendo Ted DiBiase e Steve Olsonoski.

### World Wrestling Federation (1982-1985)

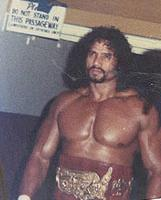
Snuka nel 1981

Nel gennaio 1982 Snuka entrò nella World Wrestling Federation come personaggio heel sotto la guida del manager "Captain" Lou Albano. Snuka perse diversi match per il titolo contro il campione del mondo WWF dell'epoca Bob Backlund; il più famoso dei quali resta quello disputato nella gabbia al Madison Square Garden il 28 giugno 1982, durante il quale Snuka salì fino in cima alla gabbia per saltare su Backlund, mancandolo clamorosamente e permettendogli così di uscire dalla gabbia e di vincere l'incontro.
Nonostante Snuka interpretasse il ruolo del "cattivo", i fan iniziarono a tifarlo per le sue spericolate acrobazie aeree e per il suo stile di combattimento atletico. Venne quindi deciso di farlo diventare un face, facendolo ribellare al suo manager Albano, che quindi lo attaccò con l'aiuto del nuovo protetto di "Classy" Freddie Blassie, l'ex partner di coppia di Snuka Ray Stevens. Stevens colpì violentemente Snuka facendolo sanguinare. L'attacco a tradimento, conclusosi con l'esecuzione di due piledriver da parte di Stevens su Snuka effettuati sul pavimento in cemento dell'arena, solidificò l'identità di Snuka nel nuovo ruolo di beniamino del pubblico. Diventato uno dei "buoni", Snuka chiamò a sé il suo ex manager nella Mid-Atlantic, "Nature Boy" Buddy Rogers, e si alleò con lui per combattere diversi incontri di coppia e singoli contro Stevens e Albano.

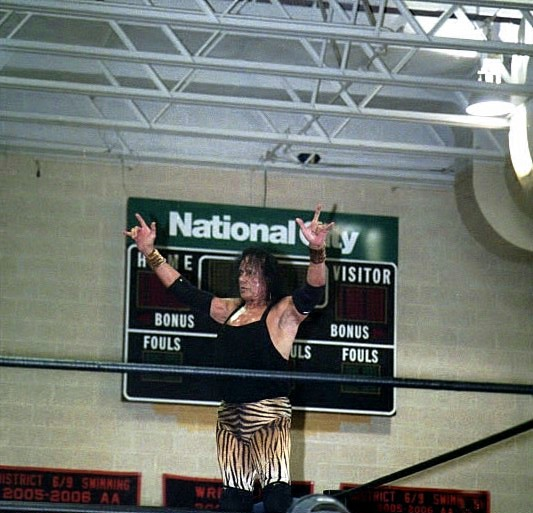
Il gesto caratteristico di Snuka.

Nel 1983 Snuka ebbe anche un celebre feud con "Magnificent" Don Muraco. I due si scontrarono in diversi incontri con in palio il titolo di campione Intercontinentale WWF, ma la data che fece entrare definitivamente "Superfly" Jimmy Snuka nella storia del wrestling fu quella del 17 ottobre 1983, quando lui e Muraco si affrontarono in uno Steel Cage Match al Madison Square Garden di New York. L'incontro terminò con la sconfitta di Superfly, ma Snuka rigettò Muraco all'interno della gabbia, salì in cima alla stessa, e volò atterrando violentemente sull'esanime Muraco steso al centro del ring con il più famoso "Superfly Splash" della sua carriera. I futuri wrestler Sandman, Mick Foley, Tommy Dreamer, e Bubba Ray Dudley erano tutti presenti quella sera all'evento, e dichiararono in seguito che l'incontro tra Snuka e Muraco era stata la ragione principale che li aveva spinti ad intraprendere la carriera di lottatori.
Nel giugno 1984 Snuka si imbarcò in un intenso feud con "Rowdy" Roddy Piper, dopo uno dei più famosi incidenti capitati nel wrestling. Durante una puntata del "Piper's Pit", lo spazio interviste condotto da Piper, Roddy insultò e provocò Snuka per tutta l'intervista, terminando spaccandogli in testa una vera noce di cocco. L'aggressione portò ad una serie di match tra i due durante l'estate del 1984. Alla prima edizione del ppv WrestleMania nel marzo 1985, Snuka era nell'angolo di Hulk Hogan e Mr. T durante il loro match contro Piper e Paul Orndorff. Superfly lasciò poi la WWF nell'agosto 1985.

### American Wrestling Association (1986-1989)
Dopo qualche problema di salute dovuto all'abuso di alcool e di droghe, Snuka, completamente disintossicatosi, riapparve nella American Wrestling Association (AWA) rimpiazzando l'infortunato Jerry Blackwell come compagno di coppia di Greg Gagne in un match contro Bruiser Brody e Nord the Barbarian a WrestleRock 86. Tra il 1986 e il 1987, Snuka divise il suo tempo tra AWA e combattimenti in Giappone. Il suo feud più importante del periodo passato nella AWA fu quello con il Col. DeBeers, che si rifiutava di combattere contro Snuka per motivi razziali.

### Ritorno in World Wrestling Federation (1989-1993)
Come molti altri veterani in età ormai avanzata prima di lui, Snuka riapparve in WWF a WrestleMania V il 2 aprile 1989, con il solo scopo di promuovere la carriera in ascesa di giovani promesse come Curt Hennig e Rick Rude, perdendo con quest'ultimo durante WrestleMania VI. Nel 1991, Snuka fu il primo avversario di The Undertaker in una Wrestlemania. Undertaker sconfisse sonoramente Snuka a WrestleMania VII; iniziando così la sua striscia vincente a Wrestlemania, terminata a WrestleMania XXX per mano di Brock Lesnar. Relegato ad un ruolo da comprimario, e mai preso seriamente in considerazione per la vittoria di un titolo, Snuka lasciò nuovamente la compagnia.

### Eastern Championship Wrestling (1992-1994)
Dopo aver lasciato la WWF nel febbraio 1992, Jimmy lottò in varie federazioni locali ed ebbe un ruolo importante nella formazione della Eastern Championship Wrestling (ECW) di Tod Gordon, insieme a Don Muraco e Terry Funk. Snuka fu il primo ECW Heavyweight Champion militando nella compagnia per tutto il 1994 e rivincendo il titolo anche una seconda volta. La ECW sarebbe stata in seguito acquisita da Paul Heyman, che la rinominò Extreme Championship Wrestling.

### WWE Hall of Famer e sporadiche apparizioni (1996-2015)

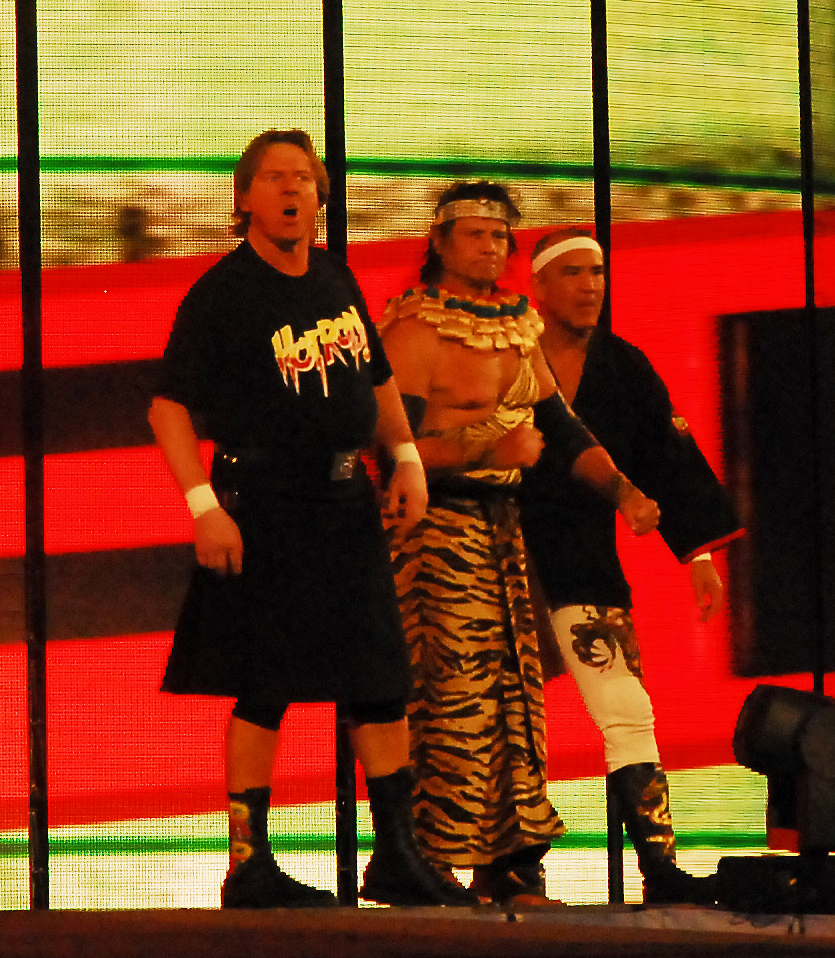
Snuka (al centro) insieme a Piper (a sinistra) e Steamboat (a destra) a Wrestlemania XXV nel 2009, prima del loro match contro Chris Jericho.

Durante la seconda metà degli anni novanta, Snuka fece delle apparizioni sporadiche sia nella World Wrestling Federation che nella World Championship Wrestling. In WWF prese parte alle Survivor Series del 1996, e fu introdotto nella WWE Hall of Fame. In WCW, apparve in una puntata di WCW Monday Nitro a inizio 2000, dove eseguì un "Superfly Splash" su Jeff Jarrett dalla cima di una gabbia. Nel 2008, Snuka partecipò a sorpresa alla Royal Rumble. Resistette sul ring poco meno di 5 minuti concentrandosi sulla sua nemesi di un tempo, Roddy Piper. Entrambi furono velocemente eliminati da Kane. Il 5 aprile 2009, nel corso di WrestleMania XXV, Snuka ha combattuto in coppia con Ricky Steamboat e Roddy Piper contro Chris Jericho in un "Legends of Wrestlemania Handicap Match". Snuka fu il primo wrestler eliminato da Jericho, che poi vinse il match. Snuka fece l'ultima apparizione in WWE nel corso di una puntata di Raw nel novembre 2010, assistendo la figlia Tamina, nell'angolo dei The Usos durante il loro match contro Santino Marella e Vladimir Kozlov. Nel 2011, Jimmy Snuka lottò all'evento JCW: Icons and Legends partecipando ad una Battle Royal vinta da Zach Gowen. L'11 maggio 2014, Snuka fece coppia con The Patriot per sconfiggere Brodie Williams & Mr. TA nel corso di un evento della Big Time Wrestling. Si trattò dell'ultimo match in carriera.
A seguito del suo arresto per la morte di Nancy Argentino, la WWE sospese il contratto da "Leggenda" di Snuka e rimosse il suo profilo dalla Hall of Fame dal sito web della federazione.

## Vita privata

### La morte di Nancy Argentino
Il 10 maggio 1983, poche ore dopo essere apparso in TV in una trasmissione della WWF a Allentown, Pennsylvania, Snuka chiamò il pronto soccorso richiedendo urgentemente un'ambulanza. Quando il personale d'emergenza arrivò nella stanza 427 dell'hotel George Washington Motor Lodge, trovarono la ragazza di Snuka dell'epoca, Nancy Argentino, in condizioni altamente gravi. La donna fu trasportata d'urgenza all'ospedale Sacred Heart Medical Center di Allentown, dove morì poco dopo l'arrivo a causa di "imprecisate lesioni cranio-cerebrali". Il medico legale della contea di Lehigh, tale Wayne Snyder, riferì che dopo aver visto le ferite sul corpo della ragazza ed aver parlato con i medici del pronto soccorso, sospettò immediatamente che le lesioni fossero da collegarsi ad una aggressione dolosa e lo comunicò al distretto di polizia locale. Snuka fu l'unico sospettato nelle successive indagini.
Non furono presentate accuse nei confronti di Snuka, ma il caso rimase ufficialmente aperto, non essendo ancora ben chiaro se l'incidente fosse stato involontario e le lesioni autoinflitte, oppure se si trattasse di omicidio. Nel 1985 la famiglia di Argentino vinse una causa per la somma di 500.000 dollari intentata contro Snuka, anche se sembra che Snuka non abbia mai risarcito la famiglia, asserendo di essere finanziariamente impossibilitato a farlo. Nel 2010 il caso viene riaperto a causa dei risultati dell'autopsia della Argentino resi noti da un giornalista, che indicavano la causa della morte in un probabile omicidio.
Il 1º settembre 2015 Snuka viene arrestato con l'accusa di omicidio;  è quindi chiamato a presenziare in un tribunale il 21 dello stesso mese.

### Ultimi anni e morte
Nell'agosto 2015 la moglie di Snuka, Carole, annunciò che a suo marito era stato diagnosticato un cancro allo stomaco; di conseguenza si sarebbe sottoposto ad intervento chirurgico per rimuovere i linfonodi e parte dello stomaco. Dopo l'arresto per l'affare Argentino, il suo avvocato, William E. Moore, disse alla stampa che Snuka era affetto da demenza senile, correlata agli infortuni riportati durante la sua carriera di lottatore, fino al punto tale da non poter recarsi in aula per sottoporsi ad un processo.
Nel luglio 2016 Snuka, rappresentato dalla moglie, fece causa alla WWE, accusando la società di provocare ai propri wrestler  "danni neurologici a lungo termine" a causa dei numerosi match ai quali vengono sottoposti per contratto.
Il 2 dicembre 2016 venne reso pubblico il ricovero di Snuka presso una casa di cura per anziani e che gli restavano 6 mesi di vita a causa di una malattia terminale. Morì un mese e mezzo dopo, il 15 gennaio 2017,  a Hallandale Beach, Florida, all'età di 73 anni.

## Personaggio

### Mosse finali
- Superfly Splash (Diving splash)
- Superfly Kick (Super Kick)

### Soprannomi
- "Superfly"
- "The Phenom"

## Titoli e riconoscimenti
- All Japan Pro Wrestling
  - World's Strongest Tag Team League (1981)  con Bruiser Brody
- Catch Wrestling Association
  - CWA British Commonwealth Championship (1)
- Cauliflower Alley Club
  - Other honoree (1996)
- Continental Wrestling Association
  - CWA International Tag Team Championship (1) - con JT Southern
- American Wrestling Association
  - AWA Midwest Heavyweight Championship (1)
- East Coast Pro Wrestling
  - ECPW Heavyweight Championship (1)
- Eastern Championship Wrestling
  - NWA-ECW Heavyweight Championship (2)
  - NWA-ECW Television Championship (1)
- Georgia Championship Wrestling
  - NWA National Tag Team Championship - con Terry Gordy
- International Wrestling Superstars
  - IWS United States Championship (1)
- Mid-Atlantic Championship Wrestling
  - NWA United States Heavyweight Championship (Mid-Atlantic version) (1)
  - NWA World Tag Team Championship (Mid-Atlantic version) (2) - con Paul Orndorff (1) e Ray Stevens (1)
- National Championship Wrestling
  - NCW Tag Team Championship (1) - con Johnny Gunn
- National Wrestling Federation
  - NWF Heavyweight Championship (1)
- National Wrestling League
  - NWL Heavyweight Championship (1)
- Northeast Wrestling
  - NEW Heavyweight Championship (1)
- NWA All-Star Wrestling
  - NWA Canadian Tag Team Championship (Vancouver version) (1) - con Don Leo Jonathan
- NWA Big Time Wrestling
  - NWA Texas Heavyweight Championship (1)
  - NWA Texas Tag Team Championship (1) - con Gino Hernandez
- NWA Tri-State Wrestling
  - NWA Tri-State Heavyweight Championship (1)
- NWA West Virginia/Ohio
  - NWA West Virginia/Ohio Heavyweight Championship (1)
- New England Pro Wrestling Hall of Fame
  - Classe del 2010
- Pacific Northwest Wrestling
  - NWA Pacific Northwest Heavyweight Championship (6)
  - NWA Pacific Northwest Tag Team Championship (7) - con Frankie Laine e Dutch Savage (6)
- Pro Wrestling Illustrated
  - Match of the Year contro Bob Backlund in un Steel Cage Match il 28 giugno per il WWF Championship (1982)
  - Most Popular Wrestler of the Year (1983)
  - Tag Team of the Year (1980) con Ray Stevens
  - 29º tra i 500 migliori wrestler singoli nella PWI Years (2003)
  - 106º tra i 500 migliori wrestler singoli nella PWI 500 (1991)
- Pro Wrestling This Week
  - Wrestler of the Week (25-31 gennaio 1987)
- Professional Wrestling Hall of Fame
  - Classe del 2012
- Universal Superstars of America
  - USA Heavyweight Championship (2)
- USA Pro Wrestling
  - USA Pro New York Heavyweight Championship (1)
- World Wide Wrestling Alliance
  - WWWA Heavyweight Championship (1)
  - WWWA Intercontinental Championship (1)
- World Wrestling Federation
  - WWF Hall of Fame (1996)
- Wrestling Observer Newsletter
  - Tag Team of the Year (1981) con Terry Gordy
  - Best Flying Wrestler (1981)
  - Best Wrestling Maneuver (1981, 1983) Superfly Splash
  - Most Unimproved (1984)
  - Worst on Interviews (1984)